# براستيرون
البراستيرون، يُعرف أيضًا باسم ديهيدرو إيبي أندروستيرون (دي إتش إي إيه) ومتوفر للبيع تحت الاسم التجاري إنتراروزا، أو دياندرون، أو غينوديان ديبوت أو أسماء أخرى، هو أحد الأدوية والمكملات الغذائية المتاحة دون وصفة طبية والمستخدمة في تصحيح حالات عجز «دي إتش إي إيه» الناجمة عن قصور الكظر أو التقدم في السن، وكمكون ضمن العلاج باستخدام الهرمونات لفترة انقطاع الطمث، وفي علاج حالات عسر الجماع الناجمة عن ضمور المهبل، وفي تحضير عنق الرحم من أجل الولادة وغيرها. يمكن إعطاء البراستيرون عن طريق الفم، أو عبر التطبيق على الجلد، أو عبر المهبل أو عبر الحقن العضلي.
تشمل الآثار الجانبية لاستخدام البراستيرون لدى النساء أعراض التذكير مثل البشرة الدهنية، وحب الشباب، وزيادة الشعرانية، وتغيرات الصوت وزيادة الرغبة الجنسية، والصداع، والأرق وغيرها. يمثل هذا المركب سليفة الهرمون الموجودة طبيعيًا لكل من الأندروجينات والإستروجينات ما يسمح باعتباره ناهض مستقبلات الأندروجين والإستروجين، بالإضافة إلى المستهدفات الحيوية للأندروجينات مثل التستوستيرون وللإستروجينات مثل الإستراديول. يمتلك البراستيرون أيضًا مجموعة من النشاطات الخاصة به، بما في ذلك الستيرويدات العصبية وغيرها من النشاطات.
اكتُشف «دي إتش إي إيه»، المكون الفعال في البراستيرون، في عام 1934. وردت تقارير حول وجود علاقة بين مستويات «دي إتش إي إيه» والشيخوخة لأول مرة في عام 1965. بدأ استخدام هذا المركب كدواء في أواخر سبعينيات القرن العشرين وكمكمل غذائي في أوائل ثمانينات القرن العشرين. سمحت الولايات المتحدة بتسويق البراستيرون كمكمل غذائي متاح دون وصفة طبية بينما منعت العديد من الدول الأخرى ذلك. 

## الآثار الجانبية
ينتج الجسم البشري البراستيرون بشكل طبيعي، لكن ما تزال الآثار الجانبية الناجمة عن الاستخدام المديد لهذا المركب مجهولة. على المدى القصير، أشارت العديد من الدراسات إلى وجود بعد الآثار الضارة لاستخدام المركب. أظهرت إحدى الدراسات بواسطة شانغ وآخرين تطور بعض الآثار الأندروجينية الطفيفة بعد إعطاء جرعة 200 ملغ في اليوم من البراستيرون على مدى 24 أسبوع. وصلت الجرعة في دراسة أخرى إلى 400 ملغ في اليوم على مدى 8 أسابيع إذ خلصت النتائج إلى وجود بعض الآثار الضارة القليلة. أشارت دراسة طويلة الأمد على المرضى ممن يأخذون جرعة 50 ملغ من البراستيرون على مدى 12 شهر إلى ضعف شدة الآثار الجانبية المتطورة وقلة عددها. لم تبلغ دراسة أخرى مع جرعة 50 ملغ من البراستيرون على مدى 10 شهور عن أي آثار ضارة خطيرة.
بوصفه سليفة هرمونات، وردت العديد من التقارير حول تطور آثار جانبية ناجمة على الأرجح عن نواتج الاستقلاب الهرمونية للبراستيرون.
من غير المعروف ما إذا كان البراستيرون آمنًا للاستخدام على المدى الطويل. يعتقد بعض الباحثين أن مكملات البراستيرون مسؤولة عن زيادة خطر الإصابة بسرطان الثدي، وسرطان البروستات، والأمراض القلبية، والسكري والسكتة الدماغية. قد يحرض البراستيرون النمو الورمي في العديد من أنواع السرطانات الحساسة للهرمونات، مثل بعض أنواع سرطان الثدي، والرحم والبروستات. يزيد البراستيرون من تورم البروستات لدى الرجال في حالات تضخم البروستات الحميد (بي بّي إتش)، الذي يمثل حالة تضخم غدة البروستات.
يُعتبر البراستيرون من الهرمونات الستيرويدية. قد تسبب الجرعات العالية العدوانية، والتهيج، وصعوبات النوم ونمو شعر الجسم أو الوجه لدى النساء. قد يؤدي أيضًا إلى توقف الطمث وانخفاض مستويات كوليسترول «إتش دي إل»، ما يسبب بدوره زيادة خطر الإصابة بأمراض القلب. تشمل الآثار الجانبية الأخرى المبلغ عنها كلًا من حب الشباب، ومشاكل ضربات القلب، ومشاكل الكبد، وفقدان الشعر (من فروة الرأس) والبشرة الدهنية. قد يتسبب أيضًا في إحداث تغيرات على تنظيم الجسم لسكر الدم.
قد يعزز البراستيرون من مقاومة التاموكسيفين في سرطان الثدي. قد يزيد أيضًا من خطر الإصابة بسرطان الرحم أو البروستات نظرًا إلى استقلابه إلى الإستروجينات والأندروجينات، على الترتيب. قد يختبر مرضى العلاج باستخدام الهرمونات البديلة عددًا أكبر من الآثار الجانبية المرتبطة بالإستروجين عند تعاطيهم البراستيرون. يتداخل هذا المكمل الغذائي في بعض الحالات مع غيره من الأدوية، ومن الممكن حدوث تفاعلات بينه وبين مجموعة من الأدوية والأعشاب الطبية.
من غير الآمن على الأرجح إعطاء البراستيرون في حالة الحمل، أو الرضاعة الطبيعية، أو حالات الحساسية للهرمونات، أو مشاكل الكبد، أو السكري، أو الاكتئاب واضطرابات المزاج، أو متلازمة المبيض متعدد الكيسات (بّي سي أو إس) أو مشاكل الكوليسترول. 
أفادت التقارير بوجود آثار جانبية قليلة أو معدومة لاستخدام البراستيرون حتى في حالات الجرعات الكبيرة (على سبيل المثال، 50 ضعف من جرعة المكملات المتاحة دون وصفة طبية). مع ذلك، قد يسبب البراستيرون أعراض الذكورة وغيرها من الآثار الجانبية الأندروجينية لدى النساء بينما تسبب في المقابل التثدي وغيره من الآثار الجانبية الإستروجينية لدى الرجال. 

## الأبحاث

### الاستخدامات الابتنائية
أظهر التحليل التلوي لدراسات التدخل أن مكملات البراستيرون لدى الرجال المسنين مسؤولة عن إحداث تأثيرات إيجابية صغيرة لكن فعالة على مركبات الجسم المعتمدة بشكل صارم على تحويل البراستيرون إلى نواتج استقلابية نشطة حيويًا مثل الأندروجينات والإستروجينات. تُعد الأدلة غير حاسمة فيما يتعلق بتأثير البراستيرون على القوة لدى المسنين. لم تظهر أي تأثيرات هامة على كتلة الجسم، والقوة أو مستويات التستوستيرون لدى الرجال في منتصف العمر عند استخدام مكملات البراستيرون ضمن التجربة العشوائية المضبوطة بالأدوية الوهمية.

### السرطان
لا يوجد أي دليل على فائدة البراستيرون في علاج السرطان أو الوقاية منه.

### المرض القلبي الوعائي
أظهرت مراجعة في عام 2003 أن الأدلة الموجودة آنذاك كافية لاقتراح ارتباط الانخفاض في مستويات مصل «دي إتش إي إيه – إس» مع المرض القلبي التاجي لدى الرجال، كنها غير كافية لتحديد احتمال وجود أي فائدة قلبية وعائية لاستخدام البراستيرون.
يُعد البراستيرون قادرًا على تعزيز التعبير عن الرنا المرسال «جي 6 بّي دي»، ما يؤدي إلى اضطراب تأثيراته التثبيطية. 

### الذئبة الحمامية الشاملة
توجد بعض الأدلة الداعمة لوجود فوائد قصيرة المدى لاستخدام البراستيرون لدى مرضى الذئبة الحمامية الجهازية لكن لا تتوفر أدلة كافية على سلامة استخدامه أو فوائده طويلة الأمد. كان البراستيرون قيد التطوير لاستخدامه كعلاج للذئبة الحمامية الجهازية في الولايات المتحدة وأوروبا في تسعينيات القرن العشرين والعقد الأول من القرن الواحد والعشرين، ووصل إلى المرحلة الثالثة من التجارب السريرية والتسجيل المسبق لهذا المؤشر، على الترتيب، لكن لم يستمر التطوير في النهاية بعد عام 2010.

### الذاكرة
لا بوجد أي دليل على فائدة مكملات البراستيرون في تحسين وظيفة الذاكرة لدى البالغين في منتصف العمر وأكبر. بحثت الدراسات في استخدامه كعلاج لمرض آلزهايمر، لكن لا يوجد دليل على فعاليته من عدمها. ما يزال هنالك حاجة إلى مزيد من الأبحاث لتحديد فوائده.

### المزاج
وجدت بعض الدراسات السريرية قصيرة الأمد دورًا إيجابيًا لاستخدام البراستيرون في تحسين المزاج، لكن بقيت الفعالية طويلة الأمد، والسلامة وكيفية مقارنته مع مضادات الاكتئاب مجهولة منذ عام 2015.